# لیدی مکبث (فیلم)
لیدی مکبث (انگلیسی: Lady Macbeth) یک فیلم درام بریتانیایی در سال ۲۰۱۶ به کارگردانی ویلیام اولدروید، تهیه‌کنندگی فودلا کرونین آوریلی و نویسندگی آلیس برچ بر پایهٔ رمان کوتاه لیدی مکبث از منطقهٔ متسنسک نوشتهٔ نیکلای لسکوف است. در این فیلم فلورنس پیو، کوسمو جارویس، پل هیلتون، نائومی آکی و کریستوفر فیربنک ایفای نقش می‌کنند. داستان این فیلم دربارهٔ ازدواج بی‌عشق زنی جوان با مردی پیر است.
این فیلم نظرات مثبتی از سوی منتقدان دریافت کرده و بیش از ۵ میلیون دلار در سراسر جهان فروش داشته‌است.